# Doppelmayer (cráter)

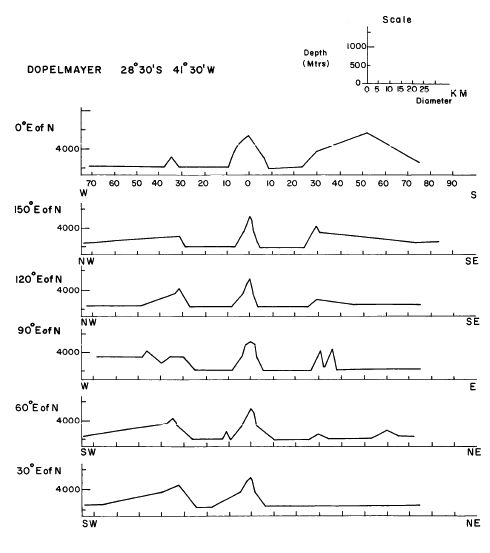
Perfiles transversales del cráter

Doppelmayer son los restos de un cráter de impacto lunar que se encuentra en el extremo suroeste de Mare Humorum. Al sur-sureste se halla otro cráter inundado designado Lee, y al sureste se sitúa Vitello. A su vez, justo al este-noreste de Doppelmayer se encuentra el cráter Puiseux casi sumergido por la lava.
|  |

El borde de Doppelmayer es casi redondo, pero está desgastado y erosionado. La sección más intacta es la mitad suroeste, mientras que en el noreste el brocal desciende por debajo del mare, dejando sólo un ligero relieve en la superficie. El interior ha sido inundado por la lava, dejando una gran cresta elevada en el centro. Una pequeña cadena de colinas curvada hacia el oeste y hacia el norte desde el extremo sur de esta cordillera, forma un conjunto que es casi concéntrico con el borde exterior del cráter.
El cráter fue nombrado como "Johann Gabriel Doppelmayr" por el astrónomo Johann Hieronymus Schröter en 1791.

## Cráteres satélite
Por convención estos elementos son identificados en los mapas lunares poniendo la letra en el lado del punto medio del cráter que está más cerca de Doppelmayer.
|             | \| Doppelmayer \| Coordenadas \| Diámetro \| \| ----------- \| ------------------------------ \| -------- \| \| A \| 29°48′S 43°06′O / -29.8, -43.1 \| 10 km \| \| B \| 30°30′S 45°24′O / -30.5, -45.4 \| 11 km \| \| C \| 30°18′S 44°06′O / -30.3, -44.1 \| 7 km \| \| D \| 31°48′S 45°48′O / -31.8, -45.8 \| 9 km \| \| G \| 28°54′S 44°54′O / -28.9, -44.9 \| 15 km \| \| H \| 28°48′S 43°12′O / -28.8, -43.2 \| 10 km \| \| J \| 24°30′S 41°06′O / -24.5, -41.1 \| 6 km \| \| K \| 24°00′S 40°42′O / -24.0, -40.7 \| 5 km \| \| L \| 23°36′S 40°30′O / -23.6, -40.5 \| 4 km \| \| M \| 29°30′S 43°54′O / -29.5, -43.9 \| 15 km \| \| N \| 29°12′S 44°36′O / -29.2, -44.6 \| 5 km \| \| P \| 29°06′S 42°42′O / -29.1, -42.7 \| 8 km \| \| R \| 29°12′S 43°12′O / -29.2, -43.2 \| 4 km \| \| S \| 28°06′S 43°36′O / -28.1, -43.6 \| 4 km \| \| T \| 25°54′S 43°12′O / -25.9, -43.2 \| 3 km \| \| V \| 29°48′S 45°36′O / -29.8, -45.6 \| 8 km \| \| W \| 33°36′S 45°36′O / -33.6, -45.6 \| 8 km \| \| Y \| 33°06′S 46°06′O / -33.1, -46.1 \| 10 km \| \| Z \| 33°00′S 46°24′O / -33.0, -46.4 \| 10 km \| |          |
| Doppelmayer | Coordenadas | Diámetro |
| A           | 29°48′S 43°06′O / -29.8, -43.1 | 10 km    |
| B           | 30°30′S 45°24′O / -30.5, -45.4 | 11 km    |
| C           | 30°18′S 44°06′O / -30.3, -44.1 | 7 km     |
| D           | 31°48′S 45°48′O / -31.8, -45.8 | 9 km     |
| G           | 28°54′S 44°54′O / -28.9, -44.9 | 15 km    |
| H           | 28°48′S 43°12′O / -28.8, -43.2 | 10 km    |
| J           | 24°30′S 41°06′O / -24.5, -41.1 | 6 km     |
| K           | 24°00′S 40°42′O / -24.0, -40.7 | 5 km     |
| L           | 23°36′S 40°30′O / -23.6, -40.5 | 4 km     |
| M           | 29°30′S 43°54′O / -29.5, -43.9 | 15 km    |
| N           | 29°12′S 44°36′O / -29.2, -44.6 | 5 km     |
| P           | 29°06′S 42°42′O / -29.1, -42.7 | 8 km     |
| R           | 29°12′S 43°12′O / -29.2, -43.2 | 4 km     |
| S           | 28°06′S 43°36′O / -28.1, -43.6 | 4 km     |
| T           | 25°54′S 43°12′O / -25.9, -43.2 | 3 km     |
| V           | 29°48′S 45°36′O / -29.8, -45.6 | 8 km     |
| W           | 33°36′S 45°36′O / -33.6, -45.6 | 8 km     |
| Y           | 33°06′S 46°06′O / -33.1, -46.1 | 10 km    |
| Z           | 33°00′S 46°24′O / -33.0, -46.4 | 10 km    |